# Lionel Cristol
Lionel Cristol (* 17. August 1963 in Montpellier) ist ein ehemaliger französischer Fußballspieler.

## Karriere
Cristol wurde in der Jugend des HSC Montpellier ausgebildet, bis er 1981 in die Reservemannschaft aufgenommen wurde. 1983 rückte er in die erste Mannschaft rund um Spieler wie Laurent Blanc und Pascal Baills auf, kehrte aber nach lediglich drei bestrittenen Zweitligapartien in die zweite Auswahl zurück. In der Annahme, bei Montpellier keine Chance auf einen Platz im Profiteam zu haben, wechselte der Spieler 1985 zur ebenfalls zweitklassigen AS Béziers. Obwohl er sich dort einen Stammplatz erspielte, wechselte er bereits 1986 erneut und unterschrieb bei Olympique Alès. Auch in Alès war Cristol Stammspieler und erreichte mit dem Verein stets eine gute Tabellenposition, ohne allerdings aufzusteigen.
1990 entschied er sich gemeinsam mit seinem Mannschaftskollegen Michel Flos für einen Wechsel zum Cercle Dijon. Zwar setzte man auch in Dijon auf Cristol, doch stieg der Klub am Ende der Spielzeit als Tabellenletzter der zweiten Liga ab, sodass er diesem nach einem Jahr den Rücken kehrte. Zur Saison 1991/92 fand er im Zweitligisten Sporting Perpignan einen neuen Arbeitgeber. Auch wenn er eine Stammkraft im Team war, konnte er 1993 mit Perpignan nicht die Qualifikation für die folgende Spielzeit erreichen, in der die bislang zweigleisige zweite Liga in nur noch eine Staffel aufging. Infolgedessen beendete Cristol mit nahezu 30 Jahren seine Laufbahn. Im Anschluss daran übernahm er die Leitung einer Schule für Handel, Kommunikation und Marketing.